# Calidris ferruginea

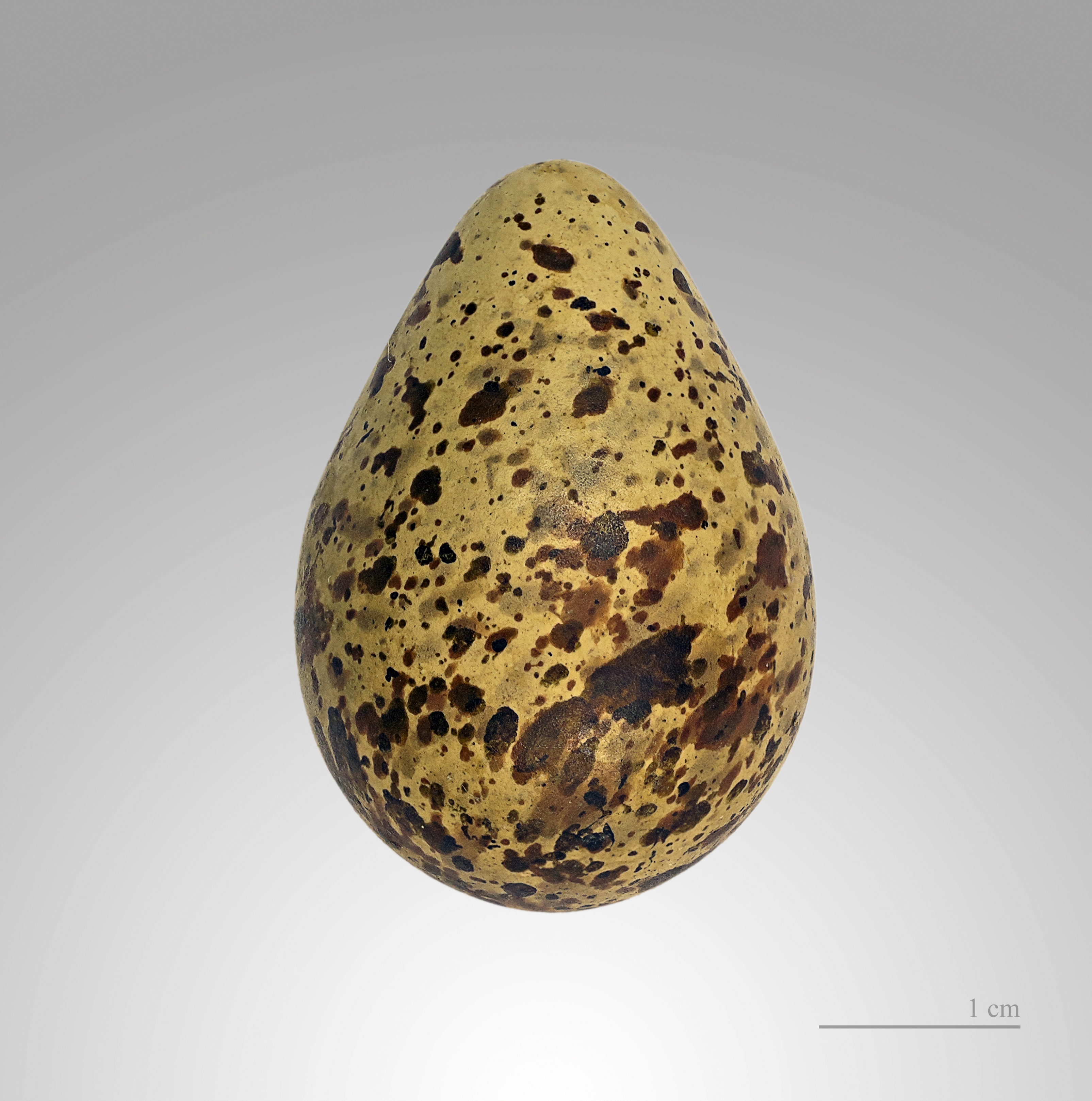
Calidris ferruginea

Il piovanello o piovanello comune (Calidris ferruginea Pontoppidan, 1763) è un uccello della famiglia degli Scolopacidae.

## Descrizione
Il piovanello comune è un limicolo di dimensioni medio piccole, caratterizzato da un becco piuttosto lungo, nero e arcuato verso il basso e delle zampe anch'esse lunghe e nere.
Il piumaggio varia a seconda delle stagioni: nell'adulto, durante la stagione riproduttiva, il piumaggio assume una colorazione rossastra, soprattutto sulle parti inferiori e sulla testa, mentre le parti superiori sono un'ampia gamma di chiazze bianche nere e rossicce.
Nel periodo invernale, invece la colorazione del piumaggio diventa smorta, assumendo tinte grigiastre sulle parti superiori e chiare sulle parti inferiori. Inoltre nel piumaggio invernale si nota (più che nelle altre stagioni) un lungo sopracciglio che termina dietro l'occhio.

## Distribuzione e habitat
Questo uccello vive in tutta Europa, Africa e Asia, nonché in Australia, Nuova Zelanda e numerose isole dell'Oceania occidentale. Lo si incontra anche nel Nord America occidentale, lungo le coste dell'Alaska e del Canada. È invece saltuario nel Sud America occidentale, nel resto di Canada e Stati Uniti, in Messico, in Groenlandia, in Islanda e nei Caraibi.